# Região Geográfica Imediata de Patrocínio

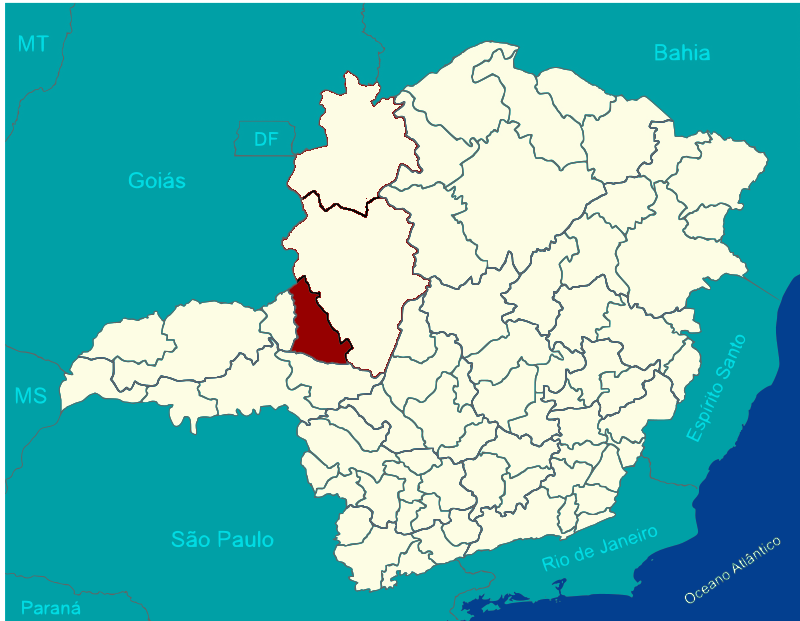
Região Geográfica Imediata de Patrocínio.

A Região Geográfica Imediata de Patrocínio é uma das 70 regiões geográficas imediatas do Estado de Minas Gerais, uma das três regiões geográficas imediatas que compõem a Região Geográfica Intermediária de Patos de Minas e uma das 509 regiões geográficas imediatas do Brasil, criadas pelo IBGE em 2017.

## Municípios
É composta por 5 municípios.
- Coromandel
- Cruzeiro da Fortaleza
- Guimarânia
- Patrocínio
- Serra do Salitre

## Estatísticas
Tem uma população estimada pelo IBGE para 1.º de julho de 2017 de 141 621 habitantes e área total de 8 037,280 km².